# پنتاکس ام‌ای اف
پنتاکس ام‌ای اف (به انگلیسی: Pentax ME F) یک دوربین عکاسی ساخت شرکت پنتاکس است.